# Europa Cup (mannenhandbal) 1969/70
De European Champions Cup 1969/70 was de tiende editie van de hoogste handbalcompetitie voor clubs in Europa. Het West-Duitse VfL Gummersbach won voor de tweede keer de European Champions Cup.

## Deelnemers
| Tweede ronde          | Tweede ronde   | Tweede ronde         | Tweede ronde    |
| --------------------- | -------------- | -------------------- | --------------- |
| SC Dynamo Oost-Berlin | Grasshopper    | HB Dudelange         | FC Barcelona    |
| FH Hafnarfjörður      | SMUC Marseille | Bergen-Studentenes   | Kountsevo       |
| Steaua București      |                |                      |                 |
| Eerste ronde          |                |                      |                 |
| VfL Gummersbach       | Sporting CP    | HG Kopenhagen        | Sittardia       |
| UK-51 Helsinki        | Tatran Prešov  | Spójnia Gdańsk       | Budapest Honvéd |
| UHC Salzburg          | Crvenka        | Levski-Spartak Sofia | IK Hellas       |

## Voorronde

### Eerste ronde
| Team 1               | Score   | Team 2          | 1       | 2       |
| -------------------- | ------- | --------------- | ------- | ------- |
| Tatran Prešov        | 22 – 24 | VfL Gummersbach | 13 – 14 | 09 – 10 |
| Spójnia Gdańsk       | 45 – 35 | UK-51 Helsinki  | 24 – 18 | 21 – 17 |
| Sporting CP          | 28 – 39 | Sittardia       | 16 – 24 | 12 – 15 |
| UHC Salzburg         | 19 – 47 | Crvenka         | 11 – 22 | 08 – 25 |
| HG Kopenhagen        | 25 – 40 | Budapest Honvéd | 16 – 16 | 09 – 24 |
| Levski-Spartak Sofia | 30 – 27 | IK Hellas       | 18 – 09 | 12 – 18 |

### Tweede ronde
| Team 1               | Score   | Team 2                | 1       | 2       |
| -------------------- | ------- | --------------------- | ------- | ------- |
| VfL Gummersbach      | 50 – 47 | Spójnia Gdańsk        | 30 – 21 | 20 – 26 |
| Kountsevo            | 61 – 31 | Sittardia             | 31 – 11 | 30 – 20 |
| Steaua București     | 54 – 20 | Hapoël Rehovot        | 32 – 11 | 22 – 9  |
| Budapest Honvéd      | 49 – 34 | FH Hafnarfjörður      | 28 – 17 | 21 – 17 |
| HB Dudelange         | 35 – 47 | FC Barcelona          | 20 – 18 | 15 – 29 |
| SMUC Marseille       | 24 – 39 | Crvenka               | 10 – 18 | 14 – 21 |
| Levski-Spartak Sofia | NG      | Grasshopper           | NVT     | NVT     |
| Bergen-Studentenes   | 35 – 49 | SC Dynamo Oost-Berlin | 20 – 24 | 15 – 25 |

## Hoofdronde

### Kwartfinale
| Team 1                | Score   | Team 2          | 1       | 2       |
| --------------------- | ------- | --------------- | ------- | ------- |
| Steaua București      | 44 – 40 | Budapest Honvéd | 26 – 20 | 18 – 20 |
| Kountsevo             | 33 – 37 | VfL Gummersbach | 22 – 17 | 11 – 20 |
| FC Barcelona          | 30 – 41 | Crvenka         | 18 – 15 | 12 – 26 |
| SC Dynamo Oost-Berlin | 36 – 18 | Grasshopper     | 18 – 08 | 18 – 10 |

### Halve finale
| Team 1           | Score   | Team 2                | 1       | 2       |
| ---------------- | ------- | --------------------- | ------- | ------- |
| Steaua București | 24 – 28 | VfL Gummersbach       | 16 – 13 | 08 – 15 |
| Crvenka          | 19 – 20 | SC Dynamo Oost-Berlin | 15 – 06 | 04 – 14 |

### Finale
| Datum         | Team 1          | Score   | Team 2                | Locatie             |
| ------------- | --------------- | ------- | --------------------- | ------------------- |
| 26 april 1970 | VfL Gummersbach | 14 – 11 | SC Dynamo Oost-Berlin | Dortmund, Duitsland |

|                           |
|                           |
| VfL Gummersbach 2de titel |